# The Human Factor (filme)
The Human Factor (bra: O Fator Humano) é um filme neo noir britânico de 1979 dirigido e produzido por Otto Preminger. É estrelado por Nicol Williamson, Robert Morley e Richard Attenborough. O filme é baseado no romance de mesmo nome de Graham Greene de 1978. Este foi o último trabalho de Preminger no cinema.

## Elenco
- Nicol Williamson ...Maurice Castle
- Richard Attenborough ...Coronel Daintry
- John Gielgud ....Brigadeiro Tomlinson
- Derek Jacobi ...Arthur Davis
- Robert Morley ...Doutor Percival
- Ann Todd ...Mãe de Castle
- Iman ...Sarah Castle
- Joop Doderer ...Cornelius Muller
- Richard Vernon ...Sir John Hargreaves

## Recepção
O filme detém 33% de aprovação no Rotten Tomatoes, com base em seis avaliações.